# Sergiusz Kaługin
Sergiusz Kaługin (ur. 17 marca 1917 w Dubnie na Wołyniu, zm. 15 lutego 2010 w Warszawie) – generał brygady LWP, inżynier.

## Życiorys
W 1935 skończył Szkołę Rzemieślniczą Towarzystwa Salezjanów w Łodzi, po czym pracował w Fabryce Akcesoriów Samochodowych w Łodzi, a następnie jako ślusarz mechanik lotniczy w Lotniczych Warsztatach Remontowych przy 4 pułku lotniczym w Toruniu. Od 1936 uczył się wieczorowo w Gimnazjum Ogólnokształcącym im. Mikołaja Kopernika w Toruniu. W sierpniu 1939 został przeniesiony do nowo utworzonej Bazy Remontu Sprzętu Lotniczego w Lublinie.
Podczas okupacji pracował w Lublinie w warsztatach samochodowych. W sierpniu 1944 wstąpił ochotniczo do ludowego Wojska Polskiego i został skierowany do służby w kompanii ochrony sztabu 7 Dywizji Piechoty. Po ukończeniu dywizyjnej szkoły podoficerskiej był szefem kancelarii oddziału operacyjnego sztabu dywizji. W listopadzie 1944 na własną prośbę przeniesiony do lotnictwa i skierowany do 9 zapasowego pułku lotniczego. W maju 1945 skończył Wojskową Szkołę Lotniczo-Techniczną w Zamościu i pozostał w niej jako oficer kursowy. Rozkazem Naczelnego Dowódcy WP z 9 października 1945 został awansowany do stopnia podporucznika. Od stycznia do maja 1946 przebywał na kursie starszych inżynierów pułku przy Wojskowej Technicznej Szkole Lotniczej w Boernerowie. Następnie odbył praktykę w 2 pułku lotnictwa myśliwskiego na stanowisku zastępcy starszego inżyniera do spraw eksploatacji. Od sierpnia 1946 służył w Dowództwie Wojsk Lotniczych, gdzie był kolejno starszym inżynierem ds. remontów samolotów, od 1950 starszym inżynierem do spraw remontu samolotów w Wydziale Remontów, a od 1951 w Wydziale Remontów Oddziału Eksploatacji Samolotów i Silników. W latach 1948–1952 wieczorowo studiował w Szkole Inżynieryjnej im. Wawelberga i Rotwanda, gdzie uzyskał dyplom inżyniera lotnictwa w zakresie technologii produkcji i remontu płatowców.
W październiku 1953 został szefem Wydziału Remontu Oddziału Eksploatacji Samolotów i Silników w Dowództwie Wojsk Lotniczych i Obrony Przeciwlotniczej Obszaru Kraju, a w lutym 1955 szefem Wydziału Remontów Zarządu Lotniskowego. Po reorganizacji wewnątrz dowództwa był od października 1955 szefem Oddziału Eksploatacji i Remontów Polowego Zarządu Eksploatacji i Remontów, od grudnia 1956 czasowo pełnił obowiązki zastępcy Głównego Inżyniera do spraw eksploatacji i remontów, a od sierpnia 1957 był zastępcą szefa Służby Inżynieryjno-Lotniczej Wojsk Lotniczych i OPL OK do spraw eksploatacji i remontu polowego. Od lipca 1958 do września 1963 urlopowany do Ministerstwa Handlu Zagranicznego był attaché handlowym w Biurze Radcy Handlowego Ambasady PRL w Dżakarcie.
Po powrocie do kraju, od września 1963 zastępca szefa Inspektoratu Lotnictwa ds. techniki i Główny Inżynier Lotnictwa. Od lipca 1967, po powołaniu Dowództwa Wojsk Lotniczych w Poznaniu był Głównym Inżynierem Wojsk Lotniczych. Na mocy uchwały Rady Państwa PRL z 9 października 1968 awansowany do stopnia generała brygady; nominację wręczył mu w Belwederze przewodniczący Rady Państwa Marian Spychalski. Od czerwca 1972 szef Techniki Lotniczej – zastępca Głównego Inspektora Planowania i Techniki WP (od września 1974 zastępca Głównego Inspektora Techniki WP). Od lipca 1978 do lipca 1982 był zastępcą szefa Komitetu Technicznego Zjednoczonych Sił Zbrojnych Państw-Uczestników Układu Warszawskiego w Moskwie. Po powrocie do kraju przebywał w dyspozycji ministra obrony narodowej. W lipcu 1983 pożegnany przez wiceministra obrony narodowej gen. broni Józefa Urbanowicza w związku z zakończeniem zawodowej służby wojskowej i na mocy rozkazu personalnego z 20 września 1983 przeniesiony w stan spoczynku.
Jako Główny Inżynier Wojsk Lotniczych wniósł duży wkład w rozwój samolotu TS-11 Iskra, w tym w poprawę niezawodności jego silnika.

## Awanse
- 1945 – podporucznik,
- 1947 – porucznik,
- 1947 – kapitan,
- 1951 – major,
- 1955 – podpułkownik,
- 1962 – pułkownik,
- 1968 – generał brygady

## Życie prywatne
Syn Jana, rolnika-ogrodnika i Salomei z domu Sytuła. Mieszkał w Warszawie. Zawarł związek małżeński z Jadwigą Majzner.

## Odznaczenia i wyróżnienia
- Order Sztandaru Pracy I klasy (1977)
- Krzyż Komandorski Orderu Odrodzenia Polski (1972)
- Krzyż Kawalerski Orderu Odrodzenia Polski (1963)
- Złoty Krzyż Zasługi (1954)
- Srebrny Krzyż Zasługi (1946)
- Medal Komisji Edukacji Narodowej (1976)
- Medal 10-lecia Polski Ludowej
- Medal 30-lecia Polski Ludowej
- Medal 40-lecia Polski Ludowej
- Medal za długoletnią, ofiarną służbę (1983)
- Złoty Medal „Siły Zbrojne w Służbie Ojczyzny”
- Srebrny Medal Siły Zbrojne w Służbie Ojczyzny
- Brązowy Medal Siły Zbrojne w Służbie Ojczyzny
- Złoty Medal „Za zasługi dla obronności kraju”
- Srebrny Medal „Za zasługi dla obronności kraju”
- Brązowy Medal „Za zasługi dla obronności kraju”
- Order Wojny Ojczyźnianej I stopnia (ZSRR, 1968)
- Order Sławy (ZSRR, 1973)
- Wpis do Honorowa Księga Czynów Żołnierskich (1978)
- inne odznaczenia